# Anisolepis undulatus
El camaleoncito estriado (Anisolepis undulatus) es una especie del género de lagartos trepadores Anisolepis, de la familia Polychrotidae. Habita en el centro-este de América del Sur.

## Nombres vulgares
Además de camaleoncito estriado,  también es denominado comúnmente lagarto arborícola estriado, lagarto arborícola ondulado, lagarto de Punta Lara, lagartija de los árboles, etc.

## Taxonomía
Esta especie fue descrita originalmente en el año 1834 por el zoólogo A. F. A. Wiegmann bajo el nombre científico de Laemanctus ondulatus.
En el año 1895 Julio Koslowsky describe Anisolepis bruchi, basándose en un ejemplar colectado en diciembre de 1894 por Carlos Bruch sobre unos arbustos en la selva de Punta Lara, en la ribera bonaerense del Río de la Plata. Esta nueva forma fue pasada a sinonimia en 1896.
Para algunos autores las integrantes de Anisolepsis deberían ser colocadas en las familias Leiosauridae o en Iguanidae.
La localidad tipo es: «São Lourenço do Sul del Sur, Brasil».  El holotipo es: Museo de Zoología de Berlín (ZMB) N.º 497.
Etimología
La etimología deriva del idioma griego, donde el término genérico, Anisolepis, deriva de anisos que significa 'desigual' y lepis que significa 'escama', en referencia a la heterogeneidad de la escamación. El epíteto específico undulatus significa 'ondulado', en alusión al “zig-zag” de su patrón cromático dorsal.

## Características
Su cuerpo mide entre 7 y 9 cm de largo entre hocico y cloaca. Su cola mide 18 cm en la hembra y 18,5 cm en el macho.  La cabeza es pequeña, terminada en punta roma. La abertura auditiva grande permite diferenciarlo de A. longicauda.
El adulto puede poseer dos patrones de coloración.
Patrón iheringi
Sobre un color general pajizo o castaño, presenta color marrón en zig-zag con manchas triangulares más oscuras a ambos lados de la línea lateral, creando así una banda ondulada.  
Patrón bruchi
Desde la cabeza hasta el dorso presenta estrías oscuras y claras sobre una banda gris pálida y otra banda gris oscura la cual es atravesada por una línea de color negro. 

## Distribución geográfica
Habita en el sur del Brasil, Uruguay, y la Argentina.
En Brasil sólo se conoce de una localidad: São Lourenço do Sul, en la ribera occidental de la laguna de los Patos, en el estado de Río Grande del Sur. Allí se presenta con el patrón de coloración iheringi.  
En el Uruguay se encuentran la mayoría de las localidades de la especie. Primitivamente citado para Paysandú, fue encontrado en varias localidades del centro-este y sudeste de la república.
Finalmente, también fue capturado en el área centro-este de la Argentina, en el nordeste de la provincia de Buenos Aires, sobre la base de un único registro de finales del siglo XIX en la selva marginal de Punta Lara, en el sector nordeste de Buenos Aires. Posiblemente habría otro registro en Santa Fe.
Tanto en el Uruguay como en la Argentina sólo se presenta el patrón de coloración del tipo bruchi.

## Costumbres
En razón de su coloración críptica y comportamiento secretivo, muchos detalles de su biología permanecen ignorados. Se sabe que frente a una amenaza produce un bufido abriendo la boca y exhibiendo sus comisuras, las que presentan una coloración amarillo fuerte.

## Conservación
Este lagarto se encuentra categorizado a nivel internacional como Vulnerable. Esta especie ha sido categorizada en la Argentina como “especie amenazada”. Chébez recomendó elevar su grado de categorización a en Peligro o en peligro crítico.